# Sedum villosum
Sedum villosum is een klierig behaarde plant uit de vetplantenfamilie (Crassulaceae).
De 5-15 cm hoge plant heeft 4-7 mm lange blaadjes, die half stengelomvattend zijn. 
De bloemen hebben vijf puntige kroonbladen die tweemaal zo lang zijn als de kelkbladen.
De plant komt plaatselijk algemeen voor in de Alpen, maar ook in andere gebergten, van Groenland tot Sardinië en van Cantabrië in Spanje tot Litouwen.
... · 
S. acre (Muurpeper) · 
S. album (Wit vetkruid) · 
S. anacampseros (Liefdesvetkruid) · 
S. annuum · 
S. brevifolium · 
S. caeruleum · 
S. cepaea (Omgebogen vetkruid) · 
S. dasyphylum (Dik vetkruid) · 
S. forsterianum (Sierlijk vetkruid) · 
S. iwarenge · 
S. reflexum (Tripmadam) · 
S. sediforme · 
S. sexangulare (Zacht vetkruid) · 
S. spectabile (Roze hemelsleutel) · 
S. spurium (Roze vetkruid) · 
S. telephium (Hemelsleutel) · 
S. villosum · 
...